# Ottmerbrücke (1884)
Die Ottmerbrücke war eine 1884 in Eisenfachwerk erbaute Fußgängerbrücke über die Oker in Braunschweig. Sie war nach dem in Braunschweig geborenen und tätigen Architekten und braunschweigischen Hofbaumeister Carl Theodor Ottmer benannt worden.
Im Zuge des am 1. Oktober 1960 eröffneten Neubaus des Braunschweiger Hauptbahnhofs und der neu angelegten und dort hinführenden Kurt-Schumacher-Straße, wurde die im Zweiten Weltkrieg weitestgehend unbeschädigt gebliebene Brücke 1959 abgerissen. Nach der vollständigen und großräumigen Umgestaltung der Straßen- und Verkehrsführung sowie der Wohnbebauung im Bereich zwischen dem heutigen John-F.-Kennedy-Platz (bis November 1963 Augustplatz) und dem neu angelegten Bahnhof, wurde gleichzeitig in der Nähe – allerdings mit vollkommen anderem Verlauf – eine Spannbeton-Hohlkastenbrücke errichtet, die ebenfalls Ottmerbrücke genannt wird und noch heute besteht. Sie verbindet seither den inselartig von seiner Umgebung losgelöst wirkenden John-F.-Kennedy-Platz über die Kurt-Schumacher-Straße mit dem Hauptbahnhof.

## Geschichte

1889: Ausschnitt aus dem Ortsbauplan von Stadtbaurat Ludwig Winter. Zu sehen ist der südliche Innenstadtbereich mit u. a. (v. l. n. r.): Haupt-Bahnhof, Bahnhofspark, Siegesplatz Lessingplatz Augustthor, Windmühlenberg und Monumentplatz (das sind die Bezeichnungen von 1889, heute tragen die Orte zum Teil andere Namen [s. verlinkte Artikel]). Die Ottmerbrücke befindet sich auf der 6-Uhr-Position unterhalb des Monumentplatzes und verbindet den Platz mit der Ottmerstraße.

Die Ottmerbrücke 1893, links der Löwenwall.

Im Rahmen der Stadterweiterung Braunschweigs Ende des 19. Jahrhunderts, hatte der in der Stadt tätige Architekt Carl Tappe bereits 1870 eine Brücke als Verbindung von Monumentplatz (1904 umbenannt in Löwenwall) und Ottmerstraße über die Oker hinweg entworfen. 1876 befand sich an der Stelle, wo wenige Jahre später die eiserne Ottmerbrücke entstehen sollte, eine Holzbrücke, die es den Schülern der im selben Jahr gegründeten Ottmerschule erlaubte, statt einen großen Umweg gehen zu müssen, hier die Oker zu überqueren. 1882 folgte der Plan einer massiven Gewölbebrücke, der aber nicht umgesetzt wurde. 1884 schließlich erfolgte nach Abriss der Holzbrücke der Neubau einer schmiedeeisernen Bogenbrücke nach einem Entwurf des Brückenbauingenieurs Ernst Häseler, der seit 1875 Hochschullehrer an der Technischen Hochschule Braunschweig war.

## Beschreibung
Häselers Brücke war eine Dreigelenkbogen-Fachwerkbrücke mit Pfeilern aus Werkstein auf jedem Okerufer. Die sichelförmigen Bögen und der waagerechte Gehbahnträger wurden in Fachwerk ausgeführt. Sie hatte eine Stützweite von 24 Metern, ihre Kämpfergelenke hatten einen seitlichen Abstand von 3,6 Meter und der Fußweg war vier Meter breit. Die Bohlen des Fußgängerüberwegs bestanden aus mit Zinkchlorid getränkten, 8,5 cm dicken Planken aus Buchenholz sowie aus unbehandeltem Eichenholz. Die Eisenteile wurden von den Braunschweiger Wilke-Werken produziert. Der Fußgängerweg war mit Holzplanken belegt.

### Nach 1945: Zerstörung der historisch gewachsenen Stadtlandschaft
In der Folge der schweren Kriegszerstörungen an Industrieanlagen und Wohngebäuden sowie der Verkehrsinfrastruktur in Braunschweig, kam es dort, wie auch in zahlreichen anderen Städten der jungen Bundesrepublik zu großflächigen Umgestaltungsmaßnahmen durch Verkehrs- und Stadtplaner. Dies führte in Braunschweig u. a. dazu, dass der durch alliierte Luftangriffe schwer beschädigte Braunschweiger Bahnhof (ein Kopfbahnhof), 1843/45 von Carl Theodor Ottmer erbaut und am südlichen Rand der Innenstadt gelegen, durch einen von der Innenstadt 1,6 km entfernt im südöstlichen Stadtrandgebiet angelegten Neubau ersetzt wurde. Der neue Braunschweiger Hauptbahnhof wurde als Durchgangsbahnhof konzipiert und am 1. Oktober 1960 eröffnet.
Da der neue Bahnhof vergleichsweise weit entfernt von der Innenstadt liegt und zudem – aus heutiger Sicht – in den 1950er Jahren viel zu optimistische Prognosen bzgl. der Entwicklung des Personen- und Güterverkehrs als Entscheidungsgrundlage vorlagen, wurde zur Erschließung des neuen Hauptbahnhofs und zu dessen Anbindung an die Innenstadt in mehrjähriger Bautätigkeit eine Trasse vom Augustplatz über die neu anzulegende Kurt-Schumacher-Straße bis zum Bahnhof umgesetzt.
Für den Bau der – ebenfalls aus heutiger Sicht – überdimensionierten Kurt-Schumacher-Straße mit einer Breite zwischen ca. 45 und 80 m für drei Fahrspuren je Richtung und in der Mitte eine zweigleisige Straßenbahn-Trasse und einer Länge von ca. einem km waren großflächige Abriss- und Neubauarbeiten erforderlich, die „ohne Rücksicht auf die bestehende Bebauung“ durchgeführt wurden. So wurde zum Beispiel der über Jahrhunderte gewachsene Straßenverlauf im Bereich des zu Beginn des 19. Jahrhunderts von Peter Joseph Krahe entworfenen Ensembles Augusttor und Augustplatz sowie der Stobenstraße so grundlegend verändert, dass er heute größtenteils nicht mehr existiert. Darüber hinaus wurden zahlreiche, von Kriegsschäden verschont gebliebene Wohnhäuser abgerissen, so z. B. Adolfstraße, Kleine Campestraße und Viewegs Garten. Neben diesen intakten Gebäuden und der unbeschädigten Ottmerbrücke, wurde auch die 1873 gegründete und ebenfalls unbeschädigt gebliebene Ottmerschule Ende März 1960 abgerissen. Deren Schüler wurden fortan zur 1960 eröffneten, weit entfernt liegenden Streitbergschule geschickt. Heute ist nur noch die ehemalige Turnhalle der Ottmerschule an der Kurt-Schumacher-Straße erhalten.
Der ursprünglich fast 30 m hohe Windmühlenberg, ein markanter Aussichtspunkt am Augustplatz, von dem aus man große Teile der Innenstadt überblicken konnte, wurde fast vollständig abgetragen. Auch der südliche Teil des Löwenwalls wurde beseitigt, wodurch der ursprüngliche städtebauliche Zusammenhang zerstört wurde. Um den, gegenüber der neuen Straßenanlage deutlich höher liegenden Löwenwall abzustützen, musste eine massive Stützmauer aus Quadersteinen errichtet werden. Um nun den Löwenwall von der Südseite überhaupt wieder zugänglich machen zu können, wurde dort 1964 eine große, „nach gelinderter 3. Reichs-Ästhetik gequaderte“ Freitreppe gebaut.
Gleichzeitig mit diesen groß angelegten Abrissarbeiten, wurden ebenfalls im Zuge des Baus der Kurt-Schumacher-Straße 600 Bäume im Bereich von Viewegs Garten sowie der Städtischen Gärtnerei gefällt. Ebenfalls für die neue Straßenschneise beseitigt wurde der südwestliche Teil des parkähnlichen Viewegs Garten. Gleichzeitig entstanden vor allem auf der Westseite der neu angelegten Straße in Richtung Bahnhof, mehrere Hochhäuser, die bis heute den gesamten Bereich dominieren. Verkehrspolitisch war dies die Umsetzung der Maxime der autogerechten Stadt.
Unter den anderen abgerissenen Bauwerken befand sich auch das zwischen 1786 und 1788 nach Plänen von Christian Gottlob Langwagen errichtete stadtbildprägende Palais für den Dragoneroberst Johann Conrad Riedesel, den jüngeren Bruder des braunschweigischen Generals Friedrich Adolf Riedesel, dem Oberbefehlshaber der Braunschweigischen Truppen im Amerikanischen Unabhängigkeitskrieg. Dieses nach seinem Eigentümer benannte Palais Riedesel, war 1884 an den Hotelier und Gastwirt Wilhelm Danne verkauft worden, der es anschließend zu einem Hotel umbauen ließ. Fortan trug es den Namen „Dannes Hotel“. Im Zweiten Weltkrieg wurde das Gebäude schwer beschädigt, vom Besitzer aber noch bis 1958 als Gaststätte weiter betrieben.
Nach Auffassung des Kunsthistorikers Reinhard Liess überschritten all diese überdimensionierten Umgestaltungsmaßnahmen, die die historisch gewachsene Stadtlandschaft ignorierten, die „Grenze des Erträglichen“.

### Abriss der Brücke
Die Abrissarbeiten an der Ottmerbrücke begannen im Mai 1959. Einige Brückenträger wurden in den Kulissengebäuden des Braunschweigischen Staatstheaters eingelagert.
Der Architekturhistoriker Elmar Arnhold beurteilt den Abriss wie folgt:

„Mit dem Abbruch der Ottmerbrücke ist eines der interessantesten Beispiele für eine Eisenkonstruktion aus dem 19. Jahrhundert verloren gegangen.“